# المصرف الزراعي التعاوني (سورية)
المصرف الزراعي التعاوني السوري، (بالإنجليزية: Agricultural Cooperative Bank in Syria)، بنك سوري يقوم بجميع الأعمال المصرفية لخدمة النشاط الزراعي بشقيه النباتي والحيواني، والمهن والحرف والصناعات والخدمات المرتبطة به أو بمنتجاته .

## نبذة عن البنك
يعتبر المصرف الزراعي التعاوني أقدم المصارف السورية العاملة فقد تأسس عام 1888، وقد بلغ رأسماله 10 مليارات ليرة سورية بموجب المرسوم التشريعي رقم /30/ لعام  2005، وقد تخصص المصرف الزراعي التعاوني منذ تأسيسه بالائتمان الزراعي، وأدى دوراً حيوياً وهاماً في عمـليـة التنميـة الـزراعية في سـورية عبر تاريخـه الطويل، وساهم بشـكل كبير وفـاعل في تنميـة الـريف السـوري، ومما ساعد المصرف على أداء هذا الدور انتشاره الواسع الذي يغطي جميع المناطق الريفية.

## أهداف البنك
من الأهداف الأساسية للمصرف الزراعي التعاوني:
- تحقيق التناسب بين الموارد والتوظيفات المصرفية.
- تغيير بنية التسليف المصرفي بما يحقق دعم الإنتاج في المجالات المنتجة.
- توجيه مسار القروض لترشيد الإنتاج الزراعي.
- العمل على زيادة الإنتاجية سواء عن طريق التوسع الزراعي الأفقي أو الشاقولي.
- تسهيل وصول الخدمات المصرفية إلى المقترضين بأقل كلفة ممكنة.
- توفير التسليف الزراعي بمختلف أشكاله وآجاله وفقاً للخطط الإنتاجية وتسهيل منح القروض للمشاريع الزراعية بضمانة المشاريع نفسها.
- التأكيد على ترشيد الإقراض العيني على حساب الإقراض النقدي.
- دعم المزارعين لتامين مستلزمات الإنتاج ومساعدتهم في تكوين رؤوس الأموال الاستثمارية كخطوة نحو التمويل الزراعي.
- تشجيع المنتجين على تطوير عمليات الاستثمار للموارد الطبيعية الزراعية بشكل أفضل كاستخدام المكننة الزراعية بهدف زيادة مردود وحدة المساحة وزيادة إنتاجية العمل.
- توسيع شبكة تخزين مستلزمات الإنتاج الزراعي والمحاصيل الزراعية.
- تحقيق التوازن الطبيعي بين الإنتاجين النباتي والحيواني وزيادة الثروة الحيوانية في القطر، والتركيز على تنمية الثروة الحيوانية.
- توفير مستلزمات الإنتاج الزراعي بالكميات والنوعيات والمواعيد المناسبة وخاصة في مجالات (البذار المحسنة، الأسمدة الزراعية، مواد مكافحة، الآلات والآليات الزراعية، الأبقار العالية الإدرار). ويتم تامين المستلزمات سواء من مصادر الإنتاج المحلية أو الاستيراد من الخارج عن طريق مؤسسات التجارة الخارجية المتخصصة ثم القيام بنقلها وتخزينها وتوزيعها.
- تمويل الإنتاج الزراعي بشكل قروض عينية كلما أمكن ذلك وزيادة الرقابة المصرفية السابقة واللاحقة لضمان حسن استخدام القروض في الغايات الإنتاجية التي منحت هذه القروض من اجلها والتركيز على الرقابة المستمرة للقروض الإنمائية.
- تقديم الدعم الكامل للقطاع التعاوني بهدف التغلب على مشكلة تفتت الملكية الزراعية وبالتالي استخدام المكننة الزراعية والاستفادة من مزايا الإنتاج الكبير.

## إدارة البنك
يدير المصرفَ مجلسُ إدارة، مؤلف من تسعة أعضاء وهم:
- المدير العام للمصرف الزراعي التعاوني: رئيساً
- ممثل عن المصرف المركزي: نائباً للرئيس
- ممثل عن وزارة الزراعة والإصلاح الزراعي: عضواً
- ممثل عن وزارة المالية: عضواً
- ممثل عن وزارة الاقتصاد والتجارة: عضواً
- ممثل عن هيئة تخطيط الدولة: عضواً
- ممثل عن الاتحاد العام للفلاحين: عضواً
- ممثل عن الاتحاد العام التعاوني الزراعي: عضواً
- ممثل عن اتحاد نقابات العمال: عضواً

ويتمتع مجلس الإدارة ضمن الحدود التي يرسمها له القانون بأوسع الصلاحيات في إدارة المصرف.
ويعين المدير العام للمصرف ويحدد راتبه بمرسوم بناء على اقتراح الوزير المختص، ويدير أعمال المصرف، ويعمل على تنفيذ مقررات مجلس الإدارة، ويمثل المصرف في العقود العامة والخاصة، كما يمثله أمام القضاء.

## إنتشار البنك
يعتبر المصرف الزراعي التعاوني السوري البنك الأكثر انتشاراً بشبكة بلغت 106 فروع عام 2009.

## خدمات البنك
تنوعت خدمات المصرف الزراعي وتعدد منتجاته الائتمانية، حيث يقدم مختلف أنواع القروض ولمختلف الآجال، فالمصرف الزراعي التعاوني يمنح القروض قصيرة الأجل والتي لا تتجاوز مدتها سنة واحدة لتمويل نفقات الزراعة من حراثة وحصاد وري ومحروقات وقيمة البذور والأسمدة والمخصبات ومواد المكافحة، كما ينمح القروض متوسطة الآجل والتي تتراوح مدتها من سنة حتى خمس سنوات لشراء الآليات والآلات والأدوات اللازمة للاستثمار الزراعي، والقروض طويلة الآجل التي تتراوح مدتها من خمس سنوات وحتى عشرة سنوات، لتصنيع المنتجات الزراعية بشقيها النباتي والحيواني وإنشاء مشاريع الري والصرف.
ويمكن إجمال خدمات المصرف الزراعي التعاوني السوري بما يلي:
- القيام بجميع عمليات الإقراض والتسليف الزراعي النقدي والعيني لكافة القطاعات الاقتصادية (العام، التعاوني والخاص).
- تشجيع إنشاء الجمعيات التعاونية الزراعية، وبصورة خاصة الجمعيات التعاونية الزراعية المتعددة الأغراض التي يكون التوفير والتسليف من أغراضها الرئيسية.
- تشجيع التوفير الزراعي وقبول جميع الودائع، والقيام بالعمليات المصرفية التي تتطلبها أعمال الجمعيات التعاونية الزراعية.
- توفير مستلزمات الإنتاج الزراعي بالكميات والنوعيات والمواعيد المناسبة.
- تشجيع المنتجين الزراعيين على تطوير عمليات الاستثمار للموارد الطبيعية الزراعية بشكل أفضل كاستخدام المكننة بهدف زيادة المردود.

## وصلات خارجية
- المصرف المركزي السوري.
- موقع وزارة المالية السورية.
- سوق دمشق للأوراق المالية.
- هيئة الأوراق والأسواق المالية السورية.